# Piniphantes pinicola
Piniphantes pinicola är en spindelart som först beskrevs av Simon 1884.  Piniphantes pinicola ingår i släktet Piniphantes och familjen täckvävarspindlar. Inga underarter finns listade i Catalogue of Life.